# Синдром Бушке — Оллендорф
Синдром Бушке — Оллендорф (s. Buschke — Ollendorf), диссеминированный дерматофиброз с остеопойкилией. Впервые описан немецким дерматологом Авраамом Бушке и американским врачом Элен Оллендорф Курт в 1928 году Синдром Бушке — Оллендорфа наследуется по аутосомно-доминантному типу.
Семейно-наследственная конституциональная аномалия среднего зародышевого листка. На коже в верхнем отделе спины, живота, затылка, плечах, бедрах, пояснично-крестцовой области появляется сыпь, расположенная симметрично, светло-жёлтоватого цвета, плотной консистенции, слегка поднимающаяся над уровнем кожи.
Рентгенологически на фоне почти нормальной кости в губчатом веществе эпифизов и метафизов длинных трубчатых костей, плюсневых и пястных костей, фаланг наблюдаются пятнистые очаги затемнения. Реже поражаются позвонки, рёбра, грудина, череп. Иногда заболевание сочетается с синдромом синих склер, несовершенным костеобразованием, дебильностью, эпилепсией.